# Lee Kang-in
Dans ce nom coréen, le nom de famille, Lee, précède le nom personnel.
Kang-in Lee  (en coréen : 이강인), né le 19 février 2001 à Incheon en Corée du Sud, est un footballeur international sud-coréen évoluant au poste d'ailier au Paris Saint-Germain.

## Biographie

### Formation
Lee Kang-in est né le 19 février 2001 à Incheon. En 2007, il participe à une émission de télé-réalité traitant de football, Fly Shoot-Dori, qu'il remporte. Il rejoint alors une formation dirigée par Yoo Sang-chul et il participe à un tournage publicitaire en Angleterre aux côtés de Ji-sung Park. Lee Kang-in commence sa formation footballistique en 2009 à l'Incheon United FC, club de sa ville natale. Il a alors huit ans et est membre de l'équipe des moins de 12 ans de ce club. Un an plus tard, Lee part au Flyings FC où il ne reste également qu'un an. En 2011, le joueur va en Espagne et rejoint le centre de formation du Valence CF où il évolue pendant six ans, de 2011 à 2017. À son arrivée, il ne parle ni l'espagnol ni l'anglais.
Il commence sa carrière avec l'équipe réserve le 21 décembre 2017, entrant en fin de rencontre contre le Deportivo Aragón. Lee inscrit son premier but le 6 mai 2018 face à Sabadell.

### Valence CF (2018-2021)
Lee Kang-in est appelé en équipe première par Marcelino en octobre 2018. Il est titulaire pour sa première apparition le 30 octobre 2018, lors d'une victoire 2-1 contre le CD Ebro en Coupe du Roi. Alors âgé de dix-sept ans, il devient le plus jeune Sud-Coréen à débuter en professionnel en Europe. Il est convoqué au mois de décembre pour des rencontres de championnat mais reste sur le banc. Le footballeur découvre finalement la Liga le 12 janvier 2019, remplaçant Denis Cheryshev lors d'un succès 2-1 contre le Real Valladolid. À la fin du mois, il rejoint officiellement l'équipe première, le numéro seize lui échoit tandis que sa clause libératoire est fixée à quatre-vingt millions d'euros. Le 21 février, l'athlète joue son premier match en compétition continentale, entrant en jeu durant une rencontre de Ligue Europa qui voit Valence s'imposer face au Celtic FC. Il n'apparaît qu'à trois reprises en championnat mais gagne en temps de jeu en coupe nationale, titulaire sur cinq de ses six matchs. Lee est absent lors de la finale, remportée en mai 2019 sur le score de 2-1 aux dépens du FC Barcelone. Au total, il prend part à onze rencontres pour sa première saison professionnelle au club.
Lee Kang-in dispute son premier match de Ligue des champions le 17 septembre 2019 contre le Chelsea FC. Après trois rencontres en tant que remplaçant, il reçoit sa première titularisation en Liga le 25 septembre face au Getafe CF. Occupant le flanc gauche, l'attaquant inscrit son premier but professionnel, à domicile à l'Estadio Mestalla, mais ne peut empêcher un nul 3-3. Ce but fait de lui le plus jeune joueur étranger ainsi que le premier Asiatique à marquer pour Valence. Lee reçoit son premier carton rouge contre l'Atlético Madrid le 19 octobre pour un tacle dangereux sur Santiago Arias.
Le 8 mai 2020, il est inclus dans le top 50 — à la 38e position — des meilleurs jeunes au niveau mondial par le site spécialisé de Football Talent Scout.
Le 13 septembre 2020, Lee délivre deux passes décisives contre le voisin du Levante UD et participe à un succès 4-2 lors de la première journée de Liga.
Lee Kang-in décide en décembre 2020 de ne pas prolonger son contrat avec Valence, ce qui ouvre la porte à un départ du joueur. Le recrutement du Brésilien Marcos André à l'été 2021 renforce cette perspective, le club valencian ayant désormais dans son effectif un joueur extra-communautaire de trop. Le 29 août 2021, Lee Kang-in quitte Valence. Alors que son contrat expirait un an plus tard, il a tout simplement résilié son bail avec le club de la Méditerranée. Son bilan à Valence est de trois buts et quatre passes décisives en 62 rencontres disputées.

### RCD Majorque (2021-2023)
Lee Kang-in rejoint officiellement le RCD Majorque en provenance de Valence en 2021 où il arbore le numéro 19 sur son maillot. Durant l'exercice 2021-2022, il débute tout d'abord sur le banc en tant que remplaçant avant de s'imposer par la suite. Dans cet exercice 2021-2022, il joue 30 matchs et marque un but. La saison suivante, il joue 36 matchs tout en marquant 6 buts et en délivrant 7 passes décisives.

### Paris Saint-Germain (depuis 2023)
Lee Kang-in rejoint officiellement le Paris Saint-Germain en provenance de Majorque en 2023 pour un contrat de cinq ans, avec un coût estimé à 22 millions d'euros. Son arrivée est officialisée par le club le 8 juillet 2023. Il porte le numéro 19 et devient également le premier joueur sud-coréen de l'histoire du Paris Saint-Germain.
Le 25 octobre 2023, le Sud-Coréen marque son premier but avec le Paris Saint-Germain Football Club inscrivant le 3-0 face à l'AC Milan.

### En sélection

#### En équipe jeunes
Avec l'équipe de Corée du Sud des moins de 20 ans, Lee Kang-in dispute la Coupe du monde 2019 en Pologne où il marque trois buts et délivre quatre passes décisives, faisant de lui le co-meilleur passeur de la compétition. L'équipe coréenne atteint la finale mais est défaite 3-1 contre l'Ukraine malgré un but sur penalty de Lee. Il reçoit le trophée Golden Ball du meilleur joueur de la compétition.

#### En équipe A
Lee est convoqué avec l'équipe de Corée du Sud au mois de mars 2019 mais reste sur le banc lors des deux rencontres. Il honore sa première sélection 9 septembre 2019 lors d'un match amical face à la Géorgie. Le 10 octobre 2019, l'athlète est titulaire face au Sri Lanka et délivre une passe décisive lors d'une victoire 8-0.
Le 12 novembre 2022, le joueur est sélectionné par Paulo Bento pour participer à la Coupe du monde 2022.

## Statistiques
| Saison                | Club                  | Championnat           | Championnat | Championnat | Championnat | Coupe(s) nationale(s) | Coupe(s) nationale(s) | Coupe(s) nationale(s) | Supercoupe | Supercoupe | Supercoupe | Compétition(s) continentale(s) | Compétition(s) continentale(s) | Compétition(s) continentale(s) | Compétition(s) continentale(s) | Coupe du monde des clubs | Coupe du monde des clubs | Coupe du monde des clubs | Supercoupe de l'UEFA | Supercoupe de l'UEFA | Supercoupe de l'UEFA | Total | Total | Total |
| Saison                | Club                  | Division              | M.          | B.          | P.d.        | M.                    | B.                    | P.d.                  | M.         | B.         | P.d.       | Comp.                          | M.                             | B.                             | P.d.                           | M.                       | B.                       | P.d.                     | M.                   | B.                   | P.d.                 | M.    | B.    | P.d.  |
| 2018-2019             | Valence CF            | Liga                  | 3           | 0           | 0           | 6                     | 0                     | 0                     | -          | -          | -          | C3                             | 2                              | 0                              | 0                              | -                        | -                        | -                        | -                    | -                    | -                    | 11    | 0     | 0     |
| 2019-2020             | Valence CF            | Liga                  | 17          | 2           | 0           | 2                     | 0                     | 0                     | -          | -          | -          | C1                             | 5                              | 0                              | 0                              | -                        | -                        | -                        | -                    | -                    | -                    | 24    | 2     | 0     |
| 2020-2021             | Valence CF            | Liga                  | 24          | 0           | 4           | 3                     | 1                     | 0                     | -          | -          | -          | -                              | -                              | -                              | -                              | -                        | -                        | -                        | -                    | -                    | -                    | 27    | 1     | 4     |
| Sous-total            | Sous-total            | Sous-total            | 44          | 2           | 4           | 11                    | 1                     | 0                     | -          | -          | -          | -                              | 7                              | 0                              | 0                              | -                        | -                        | -                        | -                    | -                    | -                    | 62    | 3     | 4     |
| 2021-2022             | RCD Majorque          | Liga                  | 30          | 1           | 2           | 4                     | 0                     | 1                     | -          | -          | -          | -                              | -                              | -                              | -                              | -                        | -                        | -                        | -                    | -                    | -                    | 34    | 1     | 3     |
| 2022-2023             | RCD Majorque          | Liga                  | 36          | 6           | 6           | 3                     | 0                     | 0                     | -          | -          | -          | -                              | -                              | -                              | -                              | -                        | -                        | -                        | -                    | -                    | -                    | 39    | 6     | 6     |
| Sous-total            | Sous-total            | Sous-total            | 66          | 7           | 8           | 7                     | 0                     | 1                     | -          | -          | -          | -                              | -                              | -                              | -                              | -                        | -                        | -                        | -                    | -                    | -                    | 73    | 7     | 9     |
| 2023-2024             | Paris Saint-Germain   | Ligue 1               | 23          | 3           | 4           | 3                     | 0                     | 0                     | 1          | 1          | 0          | C1                             | 9                              | 1                              | 1                              | -                        | -                        | -                        | -                    | -                    | -                    | 36    | 5     | 5     |
| 2024-2025             | Paris Saint-Germain   | Ligue 1               | 30          | 6           | 6           | 3                     | 0                     | 0                     | 1          | 0          | 0          | C1                             | 11                             | 0                              | 0                              | 4                        | 1                        | 0                        | -                    | -                    | -                    | 49    | 7     | 6     |
| 2025-2026             | Paris Saint-Germain   | Ligue 1               | 1           | 0           | 0           | 0                     | 0                     | 0                     | 0          | 0          | 0          | C1                             | 0                              | 0                              | 0                              | 0                        | 0                        | 0                        | 1                    | 1                    | 0                    | 2     | 1     | 0     |
| Sous-total            | Sous-total            | Sous-total            | 54          | 9           | 10          | 6                     | 0                     | 0                     | 2          | 1          | 0          | -                              | 20                             | 1                              | 1                              | 4                        | 1                        | 0                        | 1                    | 1                    | 0                    | 87    | 13    | 11    |
| Total sur la carrière | Total sur la carrière | Total sur la carrière | 164         | 18          | 22          | 24                    | 1                     | 1                     | 2          | 1          | 0          | -                              | 27                             | 1                              | 1                              | 4                        | 1                        | 0                        | 1                    | 1                    | 0                    | 222   | 23    | 24    |

## En sélection nationale
| Saison                | Sélection             | Phases finales        | Phases finales | Phases finales | Phases finales | Éliminatoires CDM | Éliminatoires CDM | Éliminatoires CDM | Matchs amicaux | Matchs amicaux | Matchs amicaux | Total | Total | Total |
| Saison                | Sélection             | Compétition           | M              | B              | Pd             | M                 | B                 | Pd                | M              | B              | Pd             | M     | B     | Pd    |
| --------------------- | --------------------- | --------------------- | -------------- | -------------- | -------------- | ----------------- | ----------------- | ----------------- | -------------- | -------------- | -------------- | ----- | ----- | ----- |
| 2019-2020             | Corée du Sud          | -                     | -              | -              | -              | 2                 | 0                 | 1                 | 1              | 0              | 0              | 3     | 0     | 1     |
| 2020-2021             | Corée du Sud          | -                     | -              | -              | -              | -                 | -                 | -                 | 3              | 0              | 0              | 3     | 0     | 0     |
| 2021-2022             | Corée du Sud          | -                     | -              | -              | -              | -                 | -                 | -                 | -              | -              | -              | 0     | 0     | 0     |
| 2022-2023             | Corée du Sud          | Coupe du monde 2022   | 4              | 0              | 1              | -                 | -                 | -                 | 4              | 0              | 0              | 8     | 0     | 1     |
| 2023-2024             | Corée du Sud          | Coupe d'Asie 2023     | 6              | 2              | 1              | 6                 | 4                 | 2                 | 3              | 3              | 1              | 15    | 9     | 4     |
| 2024-2025             | Corée du Sud          | -                     | -              | -              | -              | 9                 | 1                 | 3                 | -              | -              | -              | 9     | 1     | 3     |
| Total sur la carrière | Total sur la carrière | Total sur la carrière | 10             | 2              | 2              | 17                | 5                 | 6                 | 11             | 3              | 1              | 38    | 10    | 9     |

## Palmarès
| Valencia CF (1)                       | Paris Saint-Germain (8) | Équipe de Corée du Sud -20 ans              | Équipe de Corée du Sud -23 ans (1)       |
| ------------------------------------- | --- | ------------------------------------------- | ---------------------------------------- |
| - Coupe du Roi (1) - Vainqueur : 2019 | - Ligue des champions (1) : - Vainqueur en 2025 - Supercoupe de l'UEFA (1) : - Vainqueur : 2025 - Championnat de France (2) : - Champion : 2024 et 2025 - Trophée des champions (2) - Vainqueur : 2023 et 2024 - Coupe de France (2) - Vainqueur : 2024 et 2025 - Coupe du monde des clubs : - Finaliste : 2025 | - Coupe du monde -20 ans - Finaliste : 2019 | - Jeux asiatiques (1) - Vainqueur : 2022 |

### Distinctions personnelles
- Membre de l'équipe type du Tournoi de Toulon 2018
- Golden Ball du meilleur joueur de la Coupe du monde des moins de 20 ans 2019
- Co-meilleur passeur de la Coupe du monde des moins de 20 ans 2019 (4 passes)